# Janko Pistolet
Janko Pistolet (fr. Jehan Pistolet) – francuska seria komiksowa autorstwa René Goscinnego (scenariusz) i Alberta Uderzo (rysunki). Był to ich pierwszy wspólny projekt, po którym zasłynęli jako twórcy komiksów o Asteriksie. Janko Pistolet ukazywał się pierwotnie w odcinkach w latach 1952–1956 na łamach „Bonne Soirée” – dodatku do belgijskiego dziennika „La Libre Belgique”. W latach 1989–1999 francuskie wydawnictwa Claude Lefrancq Éditeur i Les Éditions Albert René zebrały i opublikowały te odcinki w czterech tomach, zaś piąta część ukazała się dopiero w wydaniu zbiorczym całej serii w 2013 (a więc później niż w Polsce). Polskie tłumaczenie wszystkich pięciu tomów ukazało się w jednym zbiorczym albumie w 2008 nakładem Egmont Polska.

## Fabuła
Komiks opowiada w humorystycznym tonie o grupie dobrodusznych, niezdarnych piratów, którzy w XVIII wieku pod dowództwem Janka Pistoleta – kapitana żaglowca „Śmiałek” – docierają w różne strony świata i przeżywają rozmaite przygody.

## Tomy
| Tom | Zawartość polskiego wydania zbiorczego    | Oryginalne indywidualne tomy               |
| --- | ----------------------------------------- | ------------------------------------------ |
| 1   | Janko Pistolet – korsarz niezwykły (2008) | Jehan Pistolet, Corsaire prodigieux (1989) |
| 2   | Janko Pistolet – kaper królewski (2008)   | Jehan Pistolet, Corsaire du Roi (1991)     |
| 3   | Janko Pistolet i szpieg (2008)            | Jehan Pistolet et l'Espion (1999)          |
| 4   | Janko Pistolet w Ameryce (2008)           | Jehan Pistolet en Amérique (1999)          |
| 5   | Janko Pistolet i szalony naukowiec (2008) | Jehan Pistolet et le Savant Fou (2013)     |